# 三条市立大崎学園
三条市立大崎学園（さんじょうしりつ おおさきがくえん）は新潟県三条市東大崎1丁目にある公立の小中併設の義務教育学校。

## 概要
- 本校は、大崎小学校校舎に、大崎中学校を接続、移転・改築し、新潟県初の小中一貫の義務教育学校として開校した。

## 沿革
- 2018年（平成30年）
  - 4月1日 - 旧大崎小学校所在地に、小中一体型校舎を整備し、新潟県内初の義務教育学校として開校。
  - 4月9日 - 最初の始業式挙行[1]。
  - 4月10日 - 第1回入学式挙行。最初の新入生は、1年生（小学1年生相当）95名[1]。
  - 5月26日 - 開校記念式典を開催。
  - 8月24日 - 学校ホームページ開設。
- 2019年（平成31年）3月4日  - 第1回卒業証書授与式挙行。最初の卒業生は、9年生（中学3年生相当）94名[2]。

## 校歌
- 作詞・作曲:小椋佳

## 学区
- 下坂井（1番31号除く）、三竹（1丁目～3丁目）、松ノ木町、上野原、西大崎（1丁目～3丁目）、中新、塚野目1丁目（14番、15番）、鶴田1丁目（26番、27番1号～9号・55号）[第四学区と重複]、東大崎（1丁目、2丁目）、北入倉（1丁目～3丁目）、麻布、柳沢、篭場[3]

## 周辺
- 社会福祉法人報徳福祉会第二つくし保育園 - 進学前保育園のひとつ
- 三条自動車学校
- 三条市立松ノ木児童館
- 国道289号

## アクセス
- 三条市デマンド交通「ひめさゆり」（予約制）で、「大崎学園」停留所下車。
- JR東日本信越本線三条駅から、上述のデマンド交通「ひめさゆり」に乗車し、「大崎学園」停留所下車。